# Fazekas-hegy
A Fazekas-hegy Budapesten, a II. kerületben található, a Budai-hegység része.

## Leírása
A Nagy-Hárs-hegytől északra fekszik, dachsteini mészkőből épült fel, magassága 281 méter. A déli része alacsonyabb, ezt hárshegyi homokkő fedi, kisebb kőtengerrel. A Nagy-rétre és a Kis-Ördög-árokra meredeken fut le, a Nagy-Hárs-hegytől széles nyereg választja el. Felszínét tölgyerdő borítja, kivéve az északnyugati csücskét. Kőfejtője 1982 óta helyi jelentőségű természetvédelmi terület (20/25/TT/82). A területen akadálymentesített tanösvényt létesítettek, valamint egy sárga jelzésű turistaút is itt vezet át.
A Fazekas-hegy tömbjében, annak északi szélén alakult ki az Ördögárok utcai-barlang. Ez a hegy leghosszabb barlangja. A hegyen  lévő kőfejtőben található a Fazekas-hegyi-barlang, a Fazekas-hegyi Felső-barlang, a Fazekas-hegyi-sziklafülke, a Fazekas-hegyi-sziklaodú és a Fazekas-hegyi-sziklaüreg.